# Leopold Kozłowski-Kleinman
Pour les articles homonymes, voir Kozłowski et Kleinman.
Leopold Kozłowski-Kleinman (en yiddish : לעאָפּאָלד קאָזלאָװסקי), né le 26 novembre 1918 à Przemyślany non loin de Lviv, aujourd'hui en Ukraine, et mort le 12 mars 2019 à Cracovie, est un pianiste, compositeur, chef d'orchestre polonais. Représentant de la tradition klezmer en Pologne, il est surnommé le « dernier klezmer de Galicie ».

## Ses racines et son enfance
D'origine juive, Leopold Kozłowski, de son véritable nom Kleinman, est le fils de Miriam fille de Chana Sekler et de Hersch (Herman) fils de Pejsach Brandwein. Au père de Leopold Kozłowski, le plus jeune des fils de Pejsach Brandwein, fut attribué le nom de sa mère, Kleinman. Le grand-père paternel de Leopold créa le plus célèbre ensemble musical klezmer de Galicie avec ses douze fils de quatre épouses. Le groupe se produisait y compris devant les souverains d'Europe. Un des oncles de Leopold Kleinman, le clarinettiste Naftule Brandwein, propagea aux États-Unis la tradition klezmer. Przemyślany est une bourgade de 5.000 habitants dont la moitié sont Juifs, 35% Polonais et 15% Ukrainiens.
Dans la famille tous ou presque jouaient de la musique et Leopold, surnommé Poldek, se faisait pas exception à la règle, commençant par l'accordéon. Leopold Kleinman apprend le piano dès l'âge de huit ans. Il fréquente à partir de 1930 l'école publique communale, qui accueillait les enfants des diverses nationalités, ainsi que le heder où il apprend outre à lire en yiddish, l'hébreu et le Talmud. En mai 1933 la famille Kleinman, le père avec ses deux fils Leopold au piano et son frère cadet de trois ans Adolf (surnommé Dolko) au violon, se produisit en concert devant les notables de la commune. Dans sa jeunesse, Leopold augmenta son univers musical en se liant avec un violoniste tzigane de son âge.
Mais le père de Leopold, musicien et coiffeur, ne parvenant pas à subvenir aux besoins de sa famille, émigra en Argentine en novembre 1933, puis revient à Przemyślany en 1936 ou 1937. Leopold intègre en 1937 l'orchestre de son père en jouant de l'accordéon. Son frère cadet joue du violon dans le salon de coiffure. En 1937 Leopold poursuit ses études au lycée et son père lui achète un piano et l'inscrivit au conservatoire de musique de Lwów.
L'antisémitisme fait son apparition à Przemyślany à partir de la Nuit de cristal, ainsi des manifestations de nationalistes ukrainiens contre les Juifs et les Polonais. En septembre 1939, la région est tout d'abord occupée par l'armée allemande, puis par l'armée soviétique.
Dans les années 1940-1941, Leopold et son frère font partie d'un nouvel orchestre, Amor-Jazz, composé de musiciens juifs, polonais et ukrainiens. Leopold Kleinman, du fait de la guerre, terminera ses études au printemps 1941.

## Dans la résistance
Ses parents sont assassinés au cours de la Shoah qui dans cette région fut la conséquence de l'invasion allemande de l'Union soviétique. Son père fera partie des 360 Juifs assassinés dans la forêt avoisinante par la Gestapo en novembre 1941. Leopold Kleiman, son frère Adolf et leur mère sont transférés en mai 1943, au moment de la liquidation du ghetto et de l'assassinat de ses habitants, dans le camp de travail de Jaktorów près de Lviv, puis dans celui de Kurowice. Les deux frères furent intégrés dans l'orchestre du camp .
Leopold Kleinman et son frère parviennent à l'été 1943 à s'évader avec l'aide d'un partisan polonais, Tadzio Klimko. Leur mère est exécutée. Ils s'engagent dans une peloton de partisans juifs, intégré au sein d'une division régionale de l'Armia Krajowa. Cette unité combattante juive, en coordination avec l'unité partisane juive d'Abram Baum "Brunia", affronta les pelotons de l'armée insurrectionnelle ukrainienne, ultra-nationalistes et antisémites, qui tentaient de prendre le contrôle de la région. En avril 1944, le peloton juif avec les troupes de l'Armia Krajowa affrontèrent, pour la défense de Hanaczów, un village à environ 28 km au sud-est de Lviv., les troupes de l'armée insurrectionnelle ukrainienne, puis en mai une compagnie de la 14. Waffen-Grenadier-Division der SS Galizien. Son frère trouva la mort dans les premiers combats, dans les seconds Leopold fut blessé.
À l'arrivée de l'armée soviétique en août 1944, le peloton de Leopold Kleinman est désarmé, mais Leopold s'engage alors dans l'armée polonaise, dans un bataillon sanitaire, en octobre en donnant une date de naissance, 1918.
Pour ses actes de résistance, Leopold Kozłowski recevra plusieurs médailles dont la médaille pour Varsovie 1939-1945 (Medal za Warszawę 1939–1945), la médaille pour l'Oder, la Neisse, la Baltique (Medal za Odrę, Nysę, Bałtyk), la médaille de la Victoire et de la Liberté 1945 (Medal Zwycięstwa i Wolności 1945) et la Croix de partisan (Krzyż Partyzancki).

## Sa carrière musicale dans l'armée
Leopold Kleiman s'Installe à Cracovie à la fin de la guerre, refusant de quitter la Pologne, car il se donne pour projet la constitution d'un orchestre militaire. Par prudence il prend le nom de Kozłowski fin 1946, après le pogrom de Kielce, afin d'échapper à la vague antisémite de l'après-guerre. L’Ensemble de chants et de danses de la région militaire de Cracovie, est créée début 1947, Leopold Kozłowski dirigea cette troupe, rebaptisée Desant en 1957, pendant plus de vingt ans.
Il se marie en 1947 avec Danusia, un mariage qui durera 55 ans ; le couple aura un enfant.
Au cours de cette période, il complète sa formation musicale et obtient en juillet 1956 son diplôme de chef d'orchestre instrumental et vocale délivré par la Haute-école de musique de Cracovie.
Leopold Kozłowski compose également des chansons dont certaines obtiennent un grand succès. En 1967, il devient directeur musical du festival de chants militaires de Kołobrzeg. Alors qu'il est parvenu au grade de lieutenant-colonel, sa carrière militaire se termine à la suite de la campagne antisémite de mars 1968 : après qu'il a refusé de demander son départ pour Israël, il est mis dans la réserve, officiellement pour raisons médicales.

## Le«dernier klezmer deGalicie»
Ne pouvant plus exercer d'activités officielles, Leopold Kozłowski n'obtient en 1969 que le poste de consultant musical du groupe folklorique polonais Rzeszowiacy, sous l'égide de la maison de la culture de Mielec. Il se fait engager par le Théâtre juif de Varsovie en 1971, plus tard directeur musical, afin de composer et de transmettre aux acteurs les traditions musicales juives. Il devient également directeur musical du groupe tsigane Roma. Puisqu'il était devenu inutile de cacher son identité juive, Leopold Kozłowski décida de l'assumer. Il jouera lors de fêtes pour la communauté juive de Cracovie et enseigne aux enfants des chansons yiddish.
Il travailla sur les versions polonaises de la comédie musicale Un violon sur le toit, la première fois en 1984.
Sa première expérience cinématographique est sa participation à la musique de Le souffle de la guerre de Dan Curtis. Puis il composa la musique du film Austeria réalisé par Jerzy Kawalerowicz, ainsi que celle du film And the Violins Stopped Playing d'Alexander Ramati consacré à l'holocauste de la communauté tzigane. En tant que directeur musical du groupe Roma, il conseilla Jerzy Skolimowski pour certaines scènes du film Eaux printanières. Il joua le rôle d'un violoniste dans le film Amour et guerre de Moshé Mizrahi. Il est consultant musical pour la musique du ghetto dans le film La Liste de Schindler de Steven Spielberg où il apparaît dans un petit rôle.
C'est la chute du communisme en Pologne en 1989 qui permet à Leopold Kozłowski, maintenant âgé de plus de 70 ans, de participer à la renaissance de la musique klezmer à l’ère post-communiste. Il commence par accompagner Sława Przybylska, seule chanteuse polonaise reconnue qui osait chanter des chansons juives sous le régime communiste, dans ses concerts en 1989. C’est en 1991 qu’il donna son premier concert de chansons juives à la synagogue Tempel dans le quartier de Kazimierz à Cracovie avec l’orchestre de la radio et télévision polonaises. Un an plus tard il donna son premier concert klezmer au piano à l’auberge Klezmer-Hois, dans le même quartier, où il se produisit pratiquement jusqu’à sa mort. Leopold Kozłowski participa surtout très régulièrement au festival de la culture juive de Cracovie. C'est au cours de cette période qu'il parvint à établir des contacts suivis avec les musiciens klezmer de la scène occidentale qui commencent à le connaitre grâce au documentaire de Yale Storm, de 1994.
Considérant que pour être klezmer il fallait naître dans une famille de klezmorim et apprendre la musique dès son enfance, il se considérait de ce fait comme le "dernier klezmer de Galicie", titre qui lui est donné par Yale Strom pour la première fois en 1994, semble-t-il. Ce qui ne l'empêcha pas de s'engager pleinement dans la transmission de la culture musicale juive populaire traditionnelle en enseignant à ses étudiants, dont la plupart n'étaient pas juifs, comment jouer de la musique klezmer et à chanter en yiddish. Toute une génération de musiciens klezmorim et de chanteurs de chansons juives traditionnelles en Pologne lui doit beaucoup.

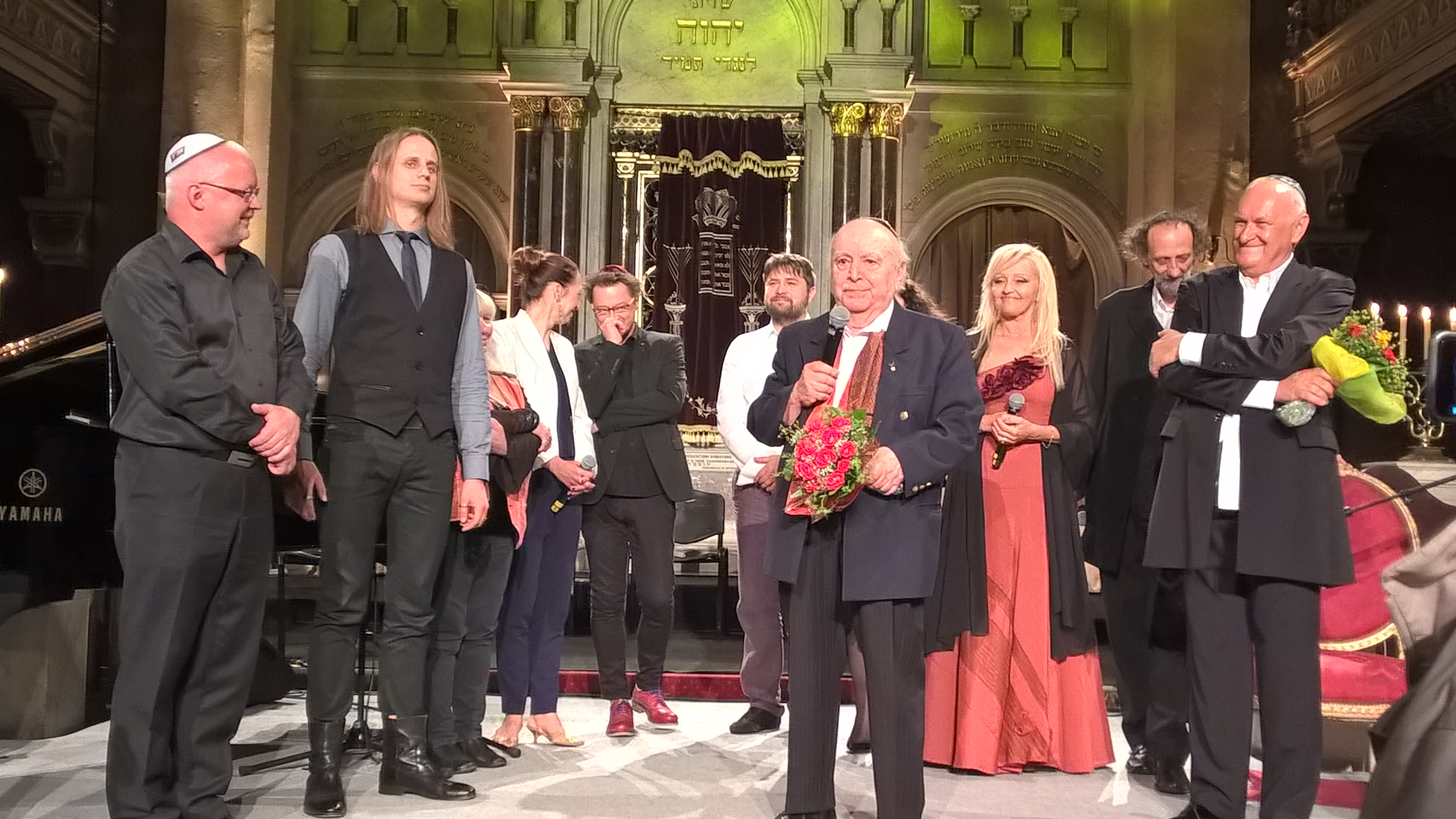
Leopold Kleinman-Kozlowski avec ses chanteurs en 2016

Pratiquement aucun chanteur ou musicien qui l'accompagne dans son répertoire klezmer depuis le milieu des années 1990 n'est juif, mais ce sont ces artistes qui lui permettent de continuer à jouer de la musique klezmer.
Si Leopold Kozłowski chantait parfois, pouvait dans sa jeunesse jouer de plusieurs instruments, il fut surtout pianiste, chef d'orchestre et arrangeur. Certaines chansons de son programme sont de sa composition.
Leopold Kozłowski se produisit en tournées en Europe, aux États-Unis, en Israël, par exemple à Aix-la-Chapelle en mai 1998, à Toulouse en octobre 2004, au festival de la culture juive de Nuremberg en 2005, à Rome en 2007 lors des Journées du judaïsme. En 2000, il joue à la basilique jésuite de Cracovie lors de « La Journée du judaïsme dans l'Église catholique ». En 2008, il reçoit la Médaille d'or du Mérite culturel polonais Gloria Artis. Il reçut au cours de sa carrière de nombreuses distinctions, à partir des années de la fin des années 90 surtout, dont la distinction du festival de la culture juive de Cracovie en 2017.
Tout au long de sa carrière, il joua avec de nombreux artistes juifs, par exemple Mike Alpert, Itzhak Perlman qu'il rencontra en 1996 lorsque celui-ci cherchait des klezmorim pour son disque Klezmer. En octobre 2007 à Raanana se déroula un hommage spécial au dernier klezmer de Galicie avec en particulier la participation de Ruth Levin, Vira Lozinsky .
Le 18 mars 2019, Leopold Kozłowski-Kleiman a été enterré dans le nouveau cimetière juif de Cracovie. Les funérailles ont été conduites par Michael Schudrich, grand rabbin de Pologne, et Eliezer Gurary, rabbin hassidique du mouvement Chabad-Lubawicz. Figuraient parmi les participants à la cérémonie Tadeusz Jakubowicz, président de la communauté juive de Cracovie, l'archevêque cardinal Stanisław Dziwisz, l'archevêque de l'église Sainte-Marie Dariusz Raś, le sénateur Jerzy Fedorowicz, Janusz Makuch, Jacek Cygan et Don Vasyl.

## Discographie et DVD
- The Last Klezmer - Leopold Kozłowski , Global Village Music 1994 Leopold Kozłowski est au piano, Yale Strom au violon.
- The Last Klezmer of Galicia, Jewish songs (2002) Deux disques de chansons juives identiques sur les deux disques, un avec des paroles en yiddish, l'autre avec des paroles en polonais. Edition Austeria. Leopold Kozłowski participa à ces disques en tant que compositeur de certaines, chef d'orchestre et arrangeur des chansons.
- Rodzynki z Migdałami (DVD) (enregistrement concert en 2002, sortie du DVD en 2008). La participation de Leopold Kozłowski est celle du chef d'orchestre, compositeur et arrangeur de certaines chansons.
- Memento Moritz - Leopold Kozłowski-Kleinman et ses amis (2016) (double disque) Enregistrements de concerts donnés à la synagogue Tempel de Cracovie entre 2002 et 2014. Editions Klezmerhojs Austeria. Leopold Kozłowski participa à ces disques en tant que chef d'orchestre, pianiste, compositeur et arrangeur des chansons.

## À propos de Leopold Kozłowski-Kleinman
Deux films documentaires importants lui sont consacrés : The Last Klezmer (réalisateur Yale Storm, 1994) et Ostatni klezmer (réalisateur Janusz Majewski, 2017).
Un livre lui est consacré : "Klezmer. Opowieść o życiu Leopolda Kozłowskiego-Kleinmana" (Klezmer. Récit de la vie de Leopold Kozłowski -Kleinman" (2015) par Jacek Cygan, Edition Austeria.Le livre est essentiellement le récit de son enfance et des années de guerre, sa vie postérieure n'est évoquée que dans les grandes lignes.